# مودیبو دمبله
مودیبو دمبله (انگلیسی: Modibo Dembélé؛ زادهٔ ۱۴ اوت ۱۹۹۳) بازیکن فوتبال اهل فرانسه است.
از باشگاه‌هایی که در آن بازی کرده‌است می‌توان به باشگاه فوتبال برشا اشاره کرد.
وی همچنین در تیم ملی فوتبال Mali U23 بازی کرده‌است.